# Fort Carlton
Koordinaten: 52° 49′ 15,7″ N, 106° 29′ 25,7″ W

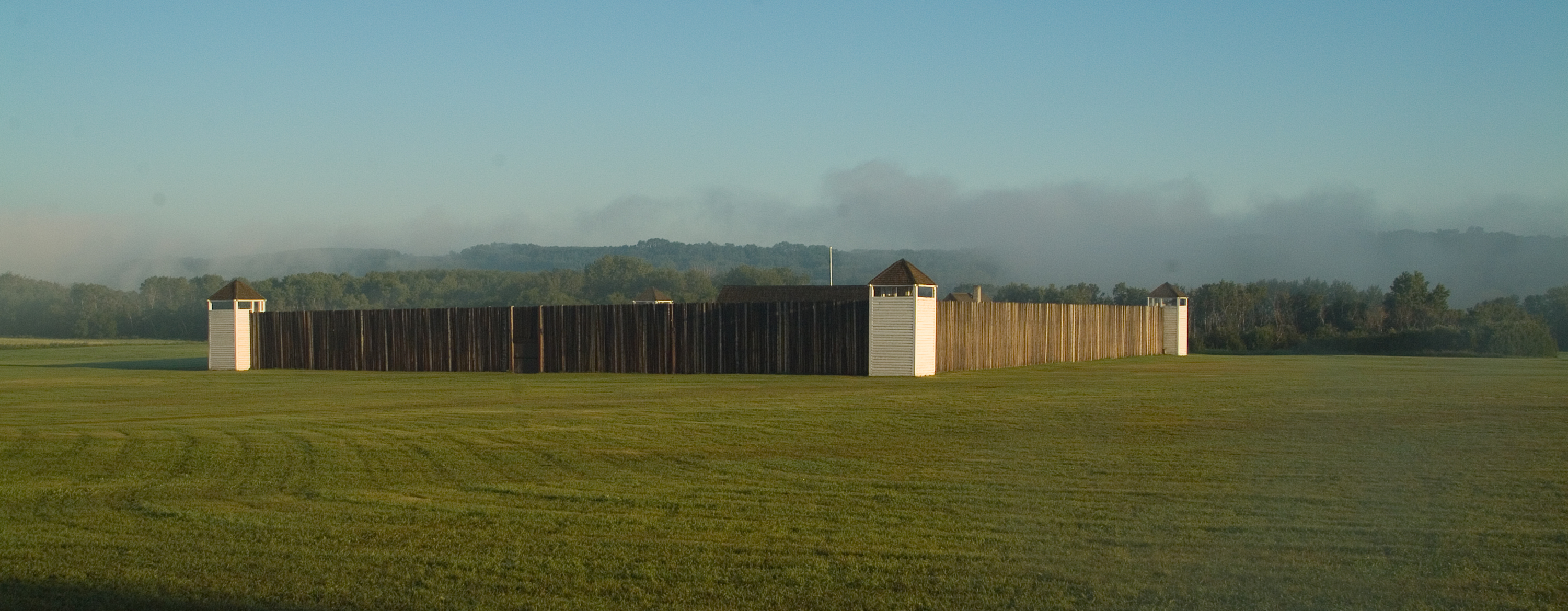
Fort Carlton

Fort Carlton war ein Handelsposten der Hudson’s Bay Company (HBC) zwischen 1810 und 1885 und lag auf dem Gebiet der heutigen kanadischen Provinz Saskatchewan, 65 km nördlich von Saskatoon am North Saskatchewan River.
Das Fort lag am Carlton Trail zwischen Fort Garry im heutigen Manitoba und Fort Edmonton im heutigen Alberta. Es diente den Fellhändlern der HBC als Rastplatz auf dem Weg zu den Canadian Rockies und es wurden Pemmikan und Büffelfelle gehandelt.
1885, während der Nordwest-Rebellion, wurde Fort Carlton infolge der Schlacht von Duck Lake verlassen und brannte wenig später nieder.
Heute ist Fort Carlton teilweise wiederaufgebaut und steht als historischer Park der Provinz Besuchern offen.